# Gesellschaft der Freunde der Schönen Künste in Krakau

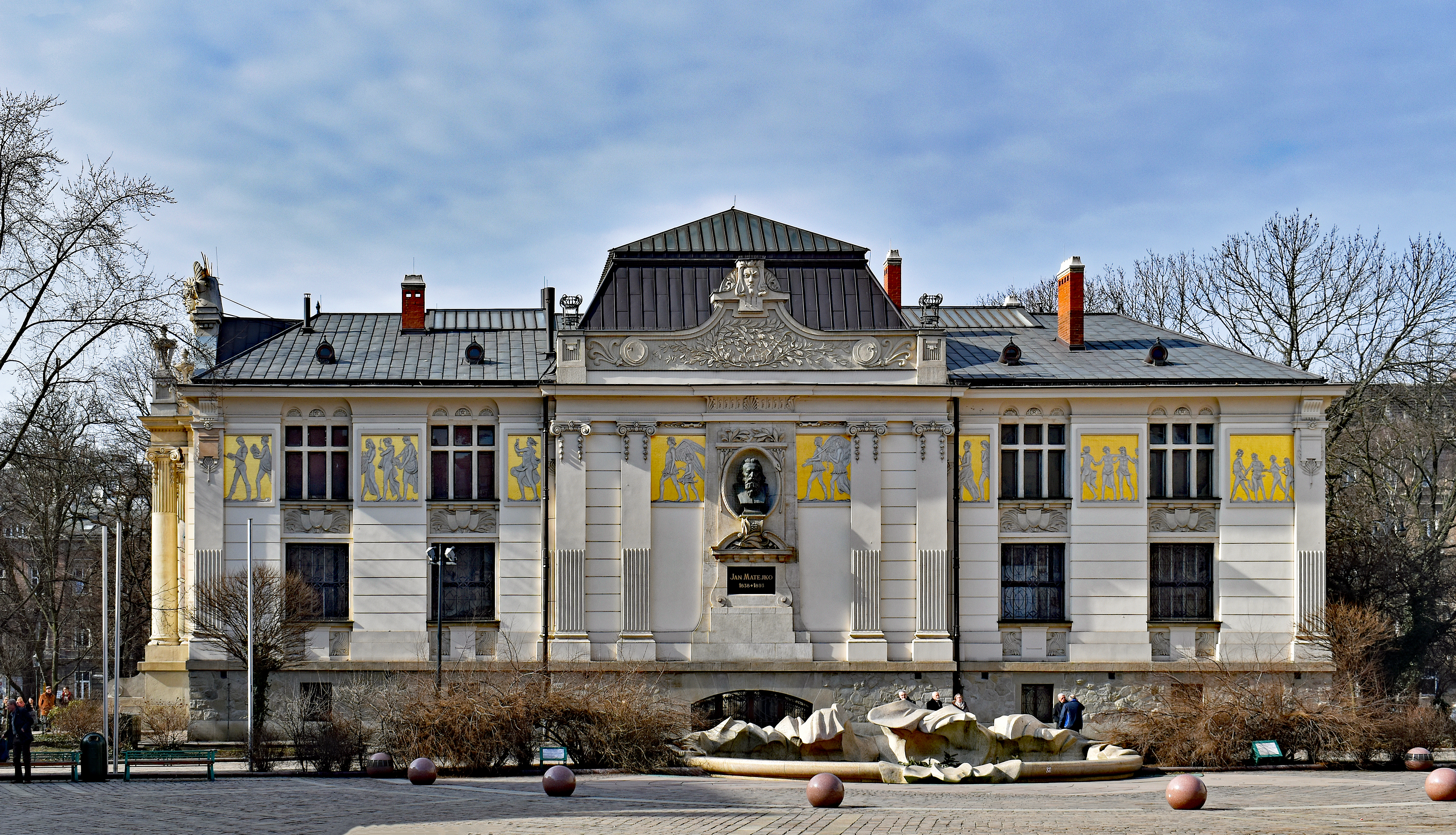
Der „Kunstpalast“ (Pałac Sztuki) in Krakau, heutiger Sitz der Gesellschaft

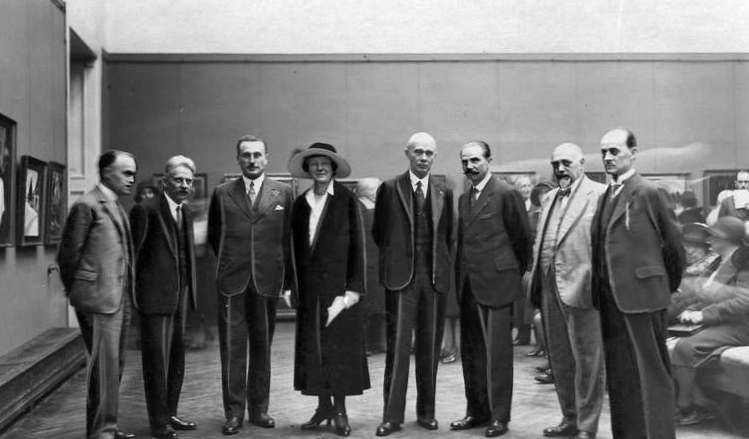
Krakauer Honoratioren bei der Eröffnung einer von der Gesellschaft organisierten Ausstellung des Malers Andrzej Oleś im „Kunstpalast“ im Jahr 1931

Die Gesellschaft der Freunde der Schönen Künste in Krakau (auch: Gesellschaft der Freunde der Bildenden Künste; poln.: Towarzystwo Przyjaciół Sztuk Pięknych w Krakowie, kurz TPSP) ist eine Krakauer Organisation von Künstlern und Kunstliebhabern, die 1854 als erste Organisation ihrer Art auf polnischem Boden gegründet wurde.

## Geschichte
Auf Initiative des Immobilienbesitzers Mikołaj Walery Wielogłowski fand der Gründungsakt der Gesellschaft am 21. Januar 1854 in den Räumen der Technischen Schule in der Ul. Gołębia 22 statt. Das Statut war vorher von den zuständigen Behörden in Wien genehmigt worden. Władysław Sanguszko wurde als Präsident, Henryk Wodzicki als sein Stellvertreter und Walery Wielogłowski als Generalsekretär/Geschäftsführer (poln.: Sekretarz) bestimmt. Die Organisation und das Aufgabengebiet der TPSP richteten sich nach dem Vorbild ausländischer Kunstfördervereine – neben einer jährlichen Vollversammlung, auf der Grundsätzliches festgelegt wurde, leiteten der Vorstand und der Geschäftsführer die Tagesgeschäfte. Die Ziele der Gesellschaft lagen in der Förderung des Interesses der Allgemeinheit an der Kunst wie die Unterstützung von Künstlern durch materielle Zuwendungen, Ausstellungen oder die Vermittlung von Kontakten ins Ausland.
Im Rahmen der Ausstellungsaktivitäten der TPSP wurden Debütausstellungen von später so bedeutenden Künstlern wie Jan Matejko, Julian Fałat, Włodzimierz Tetmajer, Stanisław Wyspiański, Józef Mehoffer, Jacek Malczewski oder Olga Boznańska gegeben. Die Tätigkeiten der TSPS förderten im letzten Viertel des 19. Jahrhunderts das Krakauer Kunstleben erheblich. In Zusammenarbeit mit der Akademie der Bildenden Künste Krakau wurden Stipendien und Preise für deren Absolventen ausgelobt. 1894 wurde ein Fonds eingerichtet, über den bedürftige Künstler günstige Darlehen erhielten. Der Fonds wurde durch einen 5-%-Aufschlag auf Ausstellungsverkäufe finanziert. Auch wurden denkmalpflegerische Maßnahmen unterstützt. So wurden 1864 100 Goldgulden für die Restaurierung des  Krakauer Altars von Veit Stoß bereitgestellt. Die TPSP beteiligte sich auch an Ausstellungen im Ausland, wie in Wien (1872/1873) und in Berlin (1891).
Im 20. Jahrhundert vertrat die Gesellschaft zunehmend konservative Ansichten, moderne Kunstformen wurden nicht akzeptiert. Besonders die Formisten und Koloristen kritisierten die Ausstellungs- und Förderungspolitik der TPSP.
Die Gesellschaft war Vorbild und mitunter Unterstützer bei der Gründung ähnlicher Organisationen in Posen (Towarzystwo Przyjaciół Sztuk Pięknych w Poznaniu), Lemberg oder der 1860 gegründeten Towarzystwo Zachęty Sztuk Pięknych (Gesellschaft zur Förderung der Schönen Künste) in Warschau.
Im Laufe ihres Bestehens hatte die Gesellschaft verschiedene Sitze. Neben anderen hielt sie Büros und teilweise Ausstellungsflächen im Larisch-Palast, im Bischofspalast und in den Tuchhallen vor. Seit 1901 hatte sie ein eigenes Gebäude, genannt „Kunstpalast“, am Plac Szczepańskim 4. Nach dem Zweiten Weltkrieg kam ein Objekt im Stadtteil Nowa Huta (Aleja Róż) sowie das Landhaus Matejkos dazu. In den 1980er Jahren erhielt die TPSP aus dem Erbe Estreichers eine Villa im Stadtteil Wola Justowska.

## Mitgliedschaft
Die Mitglieder der Gesellschaft erwarben Aktien, die eine Teilnahme an einer jährlichen Lotterie ermöglichten. Für diese Lotterie stifteten Künstler Werke, außerdem wurden Grafiken zu bedeutenden Kunstwerken aufgelegt. Oftmals wurden so wertvolle Kunstwerke, wie z. B. Jan Matejkos Gemälde „Stańczyk“, verlost. 
Zu den Präsidenten und Vizepräsidenten der TPSP gehörten Marceli Czartoryski, Marian Dąbrowski, Tadeusz Dobrowolski, Karol Estreicher, Julian Fałat, Władysław Jarocki,  Marceli Jawornicki, Alfons Karpiński, Feliks Kopera, Wojciech Kossak, Kazimierz Nowacki, Edward Aleksander Raczyński, Henryk Rodakowski, Władysław Hieronim Sanguszko, Piotr Stachiewicz, Stanisław Tomkowicz, Ignacy Trybowski, Franciszek Walter, Wojciech Weiss, Zbigniew Witek und Henryk Wodzicki.